# I Brigada Blindada
La I Brigada Blindada «Brigadier General Martín Rodríguez» (Br Bl I) es una gran unidad de combate del Ejército Argentino con comando en Tandil y unidades en Olavarría, Magdalena y Azul, encuadrada en la 3.ª División de Ejército.

## Historia
En 1964 el comando en jefe resolvió una reorganización del ejército en cuerpos y brigadas. La 1.ª División de Caballería Blindada de Campo de Mayo fue desactivada y refundida. Así, el 16 de noviembre de 1964 fue creada la I Brigada de Caballería Blindada con comando en Tandil, unidades en Olavarría, Magdalena y Azul y dependiente del Primer Cuerpo de Ejército con comando en Buenos Aires.
Su primer comandante fue el general de brigada Jorge Esteban Cáceres Monié (hoy teniente general post mortem), nombrado por decreto el 15 de enero de 1965.
La dotación de tanques M4 Sherman con cañón de 76,2 mm y semiorugas de la Segunda Guerra Mundial gestionados en 1946 fue pronto reemplazada por el material AMX-13 adquirido en Francia en 1966 con el plan Europa. Los tanques Sherman y semiorugas fueron transferidos en 1968 a la II Brigada de Caballería de Paraná. Además, en 1970 el Grupo de Artillería Blindado 1 comenzó a recibir cañones de 155 mm autopropulsados AMX MK F3. Así, la I Brigada llegó a ser la gran unidad más poderosa del Ejército.
En 1966 el Regimiento de Caballería de Tanques 1 dependiente de la I Brigada, fue trasladado de Tandil a los cuarteles de Toay, y quedó disuelto, y el Regimiento de Caballería 14 de Villaguay retomó su numeración, encuadrado en la II Brigada.
Como se dijo, la brigada era la más poderosa de las fuerzas armadas. En 1971 estalló un alzamiento en las guarniciones de Olavarría y Azul contra el presidente de facto, general Lanusse, en un movimiento que implicaba a oficiales de la derecha nacionalista. La tentativa fue sin embargo neutralizada por la acción del Primer y Tercer Cuerpo.
El 19 y 20 de enero de 1974 elementos del ERP (Ejército Revolucionario del Pueblo) llevaron a cabo el copamiento de la guarnición militar de Azul, acabando con la vida del jefe del Regimiento de Caballería de Tiradores Blindados 10, coronel Camilo Arturo Gay, su esposa Hilda Irma Cazaux, y el soldado Daniel González; y secuestrando al jefe del Grupo de Artillería Blindado 1, teniente coronel Jorge Roberto Ibarzábal (asesinado el 19 de noviembre de 1974 en un control de ruta).

### Represión militar
En el contexto de la estructura represiva montada con la llamada "lucha antisubversiva" (terrorismo de Estado), el Comando de la I Brigada de Caballería Blindada con asiento en Tandil constituyó la Subzona 12 (1/12), con jurisdicción en el área central de la provincia de Buenos Aires, en el marco de la Zona de Defensa 1.

### Malvinas
El personal de caballería destinado en unidades de la I Brigada de Caballería Blindada participó en el Conflicto del Atlántico Sur en 1982. El Regimiento de Infantería Mecanizado 7 y el Escuadrón de Exploración de Caballería Blindado 10 -por entonces unidades de la X Brigada Mecanizada- al comando respectivamente del teniente coronel Omar Giménez y mayor Alejandro Domingo Carullo, estuvieron desplegados en la Isla Soledad como parte de la defensa de Puerto Argentino. El RI 7 fue la unidad del Ejército con más bajas del conflicto con 36 muertos en combate, en tanto que el Escuadrón 10 sufrió tres muertos y tres heridos.

### Actividad posterior
En 1981 el Regimiento de Caballería de Tanques 8 con asiento en Magdalena fue la primera unidad de caballería del Ejército en recibir el tanque TAM (Tanque Argentino Mediano) de fabricación nacional.
En 1985 el Escuadrón de Exploración de Caballería Blindado 10 con asiento en La Tablada fue asignado a la organización de la I Brigada Blindada y denominado en lo sucesivo Escuadrón de Exploración de Caballería Blindado 1.
El 23 y 24 de enero de 1989 el Escuadrón de Exploración de Caballería Blindado 1 fue protagonista del copamiento en su propio cuartel de La Tablada (junto al Regimiento de Infantería Mecanizado 3) por elementos del movimiento Todos por la Patria, sufriendo seis heridos.
En los años noventa y en el marco de una reestructuración importante del Ejército, se le asignó una unidad de infantería a las brigadas blindadas. En 1992 el Regimiento de Infantería Mecanizado 7 de La Plata quedó encuadrado en la organización de la I Brigada Blindada, y fue trasladado a la guarnición militar de Arana, junto con el Escuadrón de Exploración de Caballería Blindado 1. Ambos provenientes de la X Brigada Mecanizada.
En 2011, por resolución del Ministerio de Defensa, fue encuadrada en la organización de la 3.ª División de Ejército con comando en Bahia Blanca.

### Pandemia de coronavirus de 2019-2020
En el año 2020, se desató una pandemia de enfermedad por coronavirus de 2020 en Argentina. El Ejército Argentino creó 14 comandos conjuntos de zonas de emergencia y 10 fuerzas de tarea para proporcionar ayuda humanitaria. La I Brigada Blindada asumió el Comando de la Zona de Emergencia Buenos Aires Norte (CZEBAN).

## Organización
- Comando de la I Brigada Blindada «Brigadier General Martín Rodríguez» (Cdo Br Bl I). Guar Ej Tandil (BA).[20][21]
  - Regimiento de Infantería Mecanizado 7 «Coronel Conde» (RI Mec 7). Guar Ej Arana (BA).
  - Regimiento de Caballería de Tanques 2 «Lanceros General Paz» (RC Tan 2). Guar Ej Olavarría (BA).
  - Regimiento de Caballería de Tanques 8 «Cazadores General Necochea» (RC Tan 8). Cu Ej Magdalena (BA).
  - Regimiento de Caballería de Tanques 10 «Húsares de Pueyrredón» (RC Tan 10). Guar Ej Azul (BA).
  - Escuadrón de Exploración de Caballería Blindado 1 «Coronel Isidoro Suárez» (Esc Expl C Bl 1). Guar Ej Arana (BA).
  - Grupo de Artillería Blindado 1 «Coronel Chilavert» (GA Bl 1). Guar Ej Azul (BA).
  - Escuadrón de Ingenieros Blindado 1 «San Ignacio de Loyola» (Esc Ing Bl 1). Guar Ej Olavarría (BA).
  - Escuadrón de Comunicaciones Blindado 1 (Esc Com Bl 1). Guar Ej Tandil (BA).
  - Escuadrón de Inteligencia Blindado 1 (Esc Icia Bl 1). Guar Ej Tandil (BA).
  - Base de Apoyo Logístico «Tandil» (BAL Tandil). Guar Ej Tandil (BA).